# NGC 3347
NGC 3347 (другие обозначения — ESO 376-13, MCG -6-24-7, PGC 31926) — спиральная галактика с перемычкой (SBb) в созвездии Насос.
Этот объект входит в число перечисленных в оригинальной редакции «Нового общего каталога».
Галактика NGC 3347 входит в состав группы галактик NGC 3347. Помимо NGC 3347 в группу также входят NGC 3354, NGC 3358, NGC 3347A, PGC 31761, ESO 317-54 и ESO 318-4.
В декабре 1982 года цвет и яркость галактики неожиданно изменились. Возможно, NGC 3347 не является спиральной галактикой. 